# أبو سليمان الخطابي
أبو سليمان حَمْد بن محمد بن إبراهيم بن الخطاب البستي الخطابي الشافعي (319- 388 هـ / 931- 988 م)، المشهور باسم الخطابي، محدث وفقيه وعالم مسلم من كبار أئمة الشافعية، ولد في مدينة بست (لشكر كاه حاليًا)، وارتحل وطلب العلم والحديث، فذهب إلى بغداد والبصرة ومكة وخراسان وبلاد ما وراء النهر، وتفقه على المذهب الشافعي، ولقد صنف التصانيف وألف كتابا في شرح الأسماء الحسنى سماه "شأن الدعاء"، وشرح سنن أبي داود في "معالم السنن"، وله شرح لكتاب صحيح البخاري اسمه "أعلام السنن"، وله كتاب ينهى فيه عن علم الكلام اسمه "الغنية عن الكلام وأهله"، وكتاب غريب الحديث وكتاب إصلاح غلط المحدثين، وغيرها من الكتب والتصانيف، وكان لغويًا له قصائد شعر، توفي سنة 388 بمدينة بست.

## مولده
ولد أبو سليمان الخطابي في مدينة بست لشكر كاه حاليًا وهي مدينة تقع في أفغانستان على شاطئ نهر هلمند، وهي عاصمة ولاية هلمند،، وكان ميلاده في شهر رجب سنة 319 هـ، ينسب لقبهُ الخطابي إلى جدهِ الخطاب، وقيل إنه من نسل الصحابي زيد بن الخطاب، إلا أن المؤرخ ابن كثير ذهب إلى القول بعدم ثبوت ذلك.

## طلبه للعلم
أخذ الخطابي العلم عن علماء بلده، ثم ارتحل طلبًا للاستزادة وسماعًا للحديث، فكان ينتقل بين بست وسجستان، ثم رحل إلى نيسابور وأقام بها سنتين، وأخذ عن عالمها أبو العباس الأصم (المتوفي 277 هـ)، وزار بخارى، ورحل إلى بغداد وسمع من إسماعيل بن محمد الصفار (المتوفي 341 هـ)، وأبي عمر الزاهد المعروف بغلام ثعلب، وأحمد بن سليمان النجاد، وأبي عمرو السماك، ومكرم القاضي، وجعفر بن محمد الخلدي، وحمزة بن محمد العقبي، وأبي جعفر الرزاز.
ثم ذهب إلى البصرة، وسمع من أبي بكر بن داسة، وذهب إلى مكة وسمع من أبي سعيد بن الأعرابي (المتوفي 340 هـ)، ثم عاد إلى بست واستقر بها. وأخذ الفقه على مذهب الشافعي عن أبي بكر القفال الشاشي (المتوفي 365 هـ)، وأبي علي بن أبي هريرة (المتوفي 345 هـ).
روى عنه الحاكم النيسابوري، وأبو حامد الإسفراييني، وأبو نصر محمد بن أحمد البلخي الغزنوي، وأبو مسعود الحسين بن محمد الكرابيسي، وأبو عمرو محمد بن عبد الله الرزجاهي، وأبو ذر عبد بن أحمد الهروي، وأبو عبيد الهروي اللغوي وأبو الحسين عبد الغافر الفارسي، وجعفر بن محمد بن علي المروذي المجاور، وأبو بكر محمد بن الحسين الغزنوي المقرئ، وعلي بن الحسن السجزي الفقيه، ومحمد بن علي بن عبد الملك الفارسي الفسوي.

## مصنفاته
- كتاب غريب الحديث
- معالم السنن: شرح سنن أبي داود
- أعلام الحديث
- الغنية عن الكلام وأهله
- أعلام السنن في شرح البخاري
- شأن الدعاء
- كتاب إصلاح غلط المحدثين
- كتاب العزلة
- بيان إعجاز القرآن

## منهجه

### في العقيدة
تناول الإمام الخطابي مسائل العقيدة في العديد من كتبه، واختُلِفَ في عقيدته، فقد نسبه بعض الباحثين إلى مذهب السلف، ونسبه آخرون إلى المذهب الأشعري.
- استدل القائلون بأن الخطابي كان سلفياً[15] بأنه أثبت صفة العلو[16] حيث قال:[17] «فدل ما تلوناه من الآي على أن الله سبحانه في السماء مستوٍ على العرش،ولو كان بكل مكان لم يكن لهذا التخصيص معنى ولا فيه فائدة، وقد جرت عادة المسلمين خاصتهم وعامتهم بأن يدعوا ربهم عند الابتهال والرغبة إليه ويرفعوا أيديهم إلى السماء، وذلك لاستفاضة العلم عندهم بأن ربهم المدعو في السماء سبحانه.» وقال:[18] «زعم بعضهم أن معنى الاستواء هاهنا الاستيلاء، ونزع فيه إلى بيت مجهول، لم يقله شاعر معروف يصح الاحتجاج بقوله»، واستدلوا أيضًا بإمراره الصفات كما جاءت في قوله:[19] «فأما ما سألت عنه من الصفات، وما جاء منها الكتاب والسنة فإن مذهب السلف إثباتها وإجراؤها على ظواهرها، ونفي الكيفية والتشبيه عنها.»، ونقل عنه ذلك ابن تيمية في الفتوى الحموية الكبرى.[19] كما أن الخطابي كان ينتقد علم الكلام، وألف في ذلك كتاب الغنية عن الكلام وأهله،[20] والذي أرود ابن تيمية مقدمته في كتابه بيان تلبيس الجهمية[21]
- واستدل القائلون بأنه كان أشعرياً [22] بقوله عند تفسير قوله تعالى ﴿وَالسَّمَاوَاتُ مَطْوِيَّاتٌ بِيَمِينِهِ﴾:[23] «أي قدرته على طيها، وسهولة الأمر في جمعها.» كما استدلوا بتفسيره لقوله تعالى ﴿يَوْمَ يُكْشَفُ عَنْ سَاقٍ﴾:[24] «أنه يبرز من أمر يوم القيامة أمر عظيم وشدتها ما يرتفع معه سواتر الامتحان، فيتميز عند ذلك أصحاب اليقين والإخلاص، فيُؤذن لهم بالسجود، ووينكشف الغطاء عن أهل النفاق، فتعود ظهورهم طبقًا لا يستطيعون السجود.»

## وفاته
توفي في مدينة بست في يوم السبت 7 ربيع الآخر سنة 388 هـ، وقد رثاه عدد من العلماء والأدباء، فرثاه أبو منصور الثعالبي قائلًا:
ورثاه أبو بكر عبد الله بن إبراهيم الحنبلي قائلًا:

### معلومات
1. ↑  هو أبو عبد الرحمن زيد بن الخطاب بن نفيل بن عبد العزي القرشي العدوي، وأخو عمر بن الخطاب، وقد كان أسن منه، كما أنه أسلم قبله، استشهد في معركة اليمامة سنة 12 هـ
2. ↑  قال في مقدمة كتاب غريب الحديث ص:51: «وأما كتابنا هذا فقد  كان خرج لي بعضه وأنا إذ في بخارى سنة تسع وخمسين وثلاثمائة»
3. ↑  قال الذهبي في سير أعلام النبلاء الطبقة التاسعة عشر: «ابن أبي هريرة الإمام شيخ الشافعية أبو علي، الحسن بن الحسين بن أبي هريرة البغدادي القاضي، انتهت إليه رئاسة المذهب، تفقه بابن سريج ثم بأبي إسحاق المروزي، وصنف شرحا لـ"مختصر المزني"، أخذ عنه: أبو علي الطبري، والدارقطني وغيرهما، واشتهر في الآفاق، توفي سنة خمس وأربعين وثلاثمائة.» "نسخة مؤرشفة". مؤرشف من الأصل في 2017-09-05. اطلع عليه بتاريخ 2016-05-24.{{استشهاد ويب}}:  صيانة الاستشهاد: BOT: original URL status unknown (link)